# Curup
Curup is een bestuurslaag in het regentschap Muara Enim van de provincie Zuid-Sumatra, Indonesië. Curup telt 1594 inwoners (volkstelling 2010).